# Rogerij II. Sicilski
Rogerij II. je bil kralj Sicilije in Afrike, * 22. december 1095, Mileto, Kalabrija, † 26. februar 1154, Palermo, Sicilsko kraljestvo.
Bil je sin Rogerija I. Sicilskega in naslednik svojega brata Simona. Vladati je začel leta 1105 kot grof Sicilije. Leta 1127 je postal vojvoda Apulije in Kalabrije,  leta 1130 kralj Sicilije in leta 1148 kralj Afrike. Do svoje smrti je nasledil in združil vse normanske osvojitve v Italiji v eno kraljestvo z močno centralno vlado.
Al-Idrizi je leta 1154 zanj izdelal Tabulo Rogeriano, enega najboljših srednjeveških  zemljevidov sveta.

## Ozadje
Prvi Normani so prišli v južno Italijo leta 999. Do leta 1016 so se vključili v zapleteno lokalno politiko, v kateri so se Lombardi vojskovali proti Bizantinskemu cesarstvu. V naslednjem stoletju so postopoma prevzeli oblast v vseh pomembnih  državah južno od Rima.
Rogerij I. je bil ob rojstvu svojega najmlajšega sina Rogerija II. grof Sicilije. Njegov nečak Roger Borsa je bil vojvoda Apulije in Kalabrije, njegov pranečak Rihard II. Capuanski pa knez Capue. Razen njih je v južni Italiji vladala še množica malih grofov. Slednji so bili, vsaj nazivno, podrejeni enemu od treh omenjenih normanskih vladarjev. Njihova nadoblast je bila šibka in se nanjo pogosto niso ozirali.
Ko je Rogerij I. leta 1101 umrl, ga je nasledil mladoletni sin Simon Hauteville. V njegovem imenu je kot regentka vladala njegova mati Adelajda del Vasto. Simon je štiri leta kasneje umrl, star dvanajst let. Adelajda je po njegovi smrti vladala kot regentka za njegovega devetletnega brata Rogerija II.

## Vladanje

### Vzpon na oblast na Siciliji
Po smrti starejšega brata Simona Hautevilla leta 1105 je Rogerij nasledil grofijo Sicilijo pod regentstvom svoje matere Adelajde del Vasto. Materi je pomagal palermski emir Kristodul, pooblaščenec bizantinskega cesarja Alekseja I. Komnena. Poleti 1110 je Rogerja na poti v Jeruzalem obiskal norveški kralj Sigurd Križar. Zgodba pravi, da je Rogeriju podelil kraljevski naziv prav on, čeprav je kralj uradno postal šele dvajset let kasneje.
Leta 1112 je pri šestnajstih letih začel vladati samostojno. V listini z datumom 12. junij 1112 se naziva "zdaj vitez, zdaj grof Sicilije in Kalabrije".
Leta 1117 se je na Sicilijo vrnila njegova mati, ker je jeruzalemski  patriarh njeno poroko z Balduinom I. Jeruzalemskim razglasil za neveljavno zaradi bigamije. Materino ponižanje ga je zelo prizadelo, kar se je odrazilo v njegovi kasnejši nepripravljenosti, da bi sodeloval v drugi križarski vojni. To leto ali leto kasneje se je poročil z Elviro, hčerko Alfonza VI. Kastiljskega in njegove četrte žene Izabele.
Leta 1122 je mu vojvoda Apulije Viljem II., ki se je vojskoval z Jordanon Arianskim, ponudil, da se odreče preostalim zahtevam do Sicilije in delu Kalabrije. Rogerij je ponudbo sprejel in mu dal v zameno na razpolago 600 vitezov in denar za vojni pohod.

### Vzpon na oblast v južni Italiji
Ko je Viljem II. Apulski julija 1127 umrl brez potomcev, je Rogerij zahteval vse posesti družine Hauteville na Apeninskem polotoku in nadoblast nad kneževino Capuo, ki so jo k Apuliji priključili pred skoraj tridesetimi leti.  Združitvi Sicilije in Apulije je nasprotoval papež Honorij II. in sami podložniki.

### Investitura
Papeži so bili že dolgo zaskrbljeni zaradi rasti normanske moči v južni Italiji. Papež Honorij II. je decembra 1127 v Capui pozval na križarski pohod proti Rogeriju.  Za vodji pohoda je imenoval Roberta II. Capuanskega in svojega svaka  Ranulfa II. Alifskega. Ko je koalicija razpadla, je papež avgusta 1128 v Beneventu imenoval Roberta za vojvodo Apulije. Odpor baronov, katerega cilj je bil državljanska svoboda  in so ga podprli Bari, Salerno in druga mesta, je propadel. Septembra 1129 so Rogerija za vojvodo Apulije priznali tudi Sergej VII. Neapeljski, Robert Capuanski in drugi. V vojvodini je Roger takoj začel vzpostavljati red,  ki ga že dolgo ni bilo.
Po smrti papeža Honorija II. februarja 1130 sta papeški prestol zahtevala dva kandidata. Rogerij je podprl protipapeža Anakleta II. proti Inocencu II. in bil zato 27. septembra 1130 nagrajen s kraljevsko krono. Kronanje je bilo v Palermu na Božični dan leta 1130. Na njegovem prefinjenem kraljevem plašču je izvezena letnica 528 po muslimanskem koledarju (1133-1134), zato ga ni mogel nositi na svojem kronanju. Plašč se je kasneje uporabljal na kronanjih cesarjev Svetega rimskega cesarstva in je zdaj v cesarski zakladnici v palači Hofburg na Dunaju.

### Upori na polotoku
Rogerijevo kronanje je sprožilo dsetletno vojno. Bernard iz Clairvauxa, prvak papeža Inocenca, je organiziral koalicijo proti Anakletu in njegovemu "napol poganskemu kralju". Pridružili so se mu Ludvik VI. Francoski, Henrik I. Angleški in  sveti rimski cesar Lotar III. V južni Italiji je izbruhnil upor.
Leta 1130 se je uprla vojvodina Amalfi. Rogerij je na celino poslal Janeza iz Palerma, da bi se pridružil kraljevi vojski iz Apulije in Kalabrije in po kopnem napadel Amalfi, medtem ko je Jurij Antioški blokiral mesto z morja in vzpostavil svojo bazo na Kapriju. Amalfi je kmalu kapituliral. 
Leta 1132 je poslal Roberta II. Capuanskega in Ranulfa II. Alifskega v Rim, da bi razkazovala njegovo moč in podporo protipapežu Anakletu. Med njuno odsotnostjo je Ranulfova žena in Rogerijeva polsestra Matilda pribežala k Rogeriju in moža obtožila zlorabe. Rogerij je v tem času priključil grofijo Avelino v posesti Ranulfovega brata. Ranulf je zahteval vrnitev žene in grofije, vendar je Rogerij oboje zavrnil. Ranulf je v nasprotju z Rogerjevimi ukazi zapustil Rim, kmalu pa mu je sledil tudi Robert.
Rogerij je najprej obračunal z uporniki v Apuliji. Po njihovem porazu je kneza Barija Grimoalda zamenjal s svojim drugim sinom Tankredom. Robert in Ranulf sta medtem zasedla papeški Benevento. Rogerij ju je napadel, vendar je bil v bitki pri Noceri 25. julija 1132 poražen in se je umaknil v Salerno.
Naslednje leto je v Rim prišel Lotar III. na svoje kronanje za cesarja. Vodje upora so se z njim srečali, vendar so mu odrekli svojo podporo, ker je bila njegova vojska premajhna. Po njegovem odhodu so cesarjevi nasprotniki v njegovi vojski omogočili, da se je Rogerijeva vojna sreča obrnila. Julija 1134 je njegova vojska prisilila Ranulfa, Sergija in druge kolovodje k vdaji. Roberta je izgnal iz Capue in na njegovo mesto postavil svojega tretjega sina Alfonza Hautevillea. Rogerjev najstarejši sin Roger je postal vojvoda Apulije.
Medtem je Lothar načrtoval napad na Rogerija in dobil podporo  Pise, Genove in bizantinskega cesarja Ivana II. Komnena, ki so se bali vedno močnejšega normanskega kraljestva. Pisansko ladjevje pod poveljstvom izgnanega kneza Capue se je leta 1135 zasidralo pred Neapljem. Ranulf se je pridružil Robertu in Sergiju, vse pa je razveselila novica s Sicilije, da je Rogerij smrtno bolan ali celo mrtev. Na stran upornikov je med drugimi prestopila tudi Aversa, tako da se je upirala samo še Capua pod vodstvom kraljevega kanclerja Guarina. 5.  junija se je na presenečenje vseh upornikov v Salernu izkrcal Rogerij. Njegova vojska je zlahka osvojila Averso in celo Ranulfovo bazo Alife. Večina upornikov je pobegnila v Neapelj. Rogerij je julija začel oblegati Neapelj, vendar ga kljub slabim zdravstvenim razmeram v mestu ni mogel osvojiti in se je konec leta umaknil v Messino.

### Napad na Sicilsko kraljestvo
Leta 1136 se je dolgo pričakovana cesarska vojska pod poveljstvom Lotarja III. in bavarskega vojvode Henrika Ponosnega končno odpravila na jug, da bi podprla upornike. Henrik, Robert in Ranulf so z veliko vojsko začeli oblegati normansko prestolnico Salerno. Rogerij je ostal na Siciliji in prepustil svojo nemočno vojsko na celini poveljstvu svojega kanclerja Roberta Selbyjskega, medtem ko je bizantinski cesar Ivan II. Komnen s svojo vojsko podprl Lotarja. Salerno se je vdal in velika vojska Nemcev in Normanov je zatem prodrla do skrajnega juga Apulije. Junija 1137 je Lotar začel oblegati Bari. Po zmagovitem pohodu je papež avgusta 1137 v San Severinu Ranulfa imenoval za vojvodo Apulije. Cesar se je nato vrnil v Nemčijo. 
Rogerij se je zavedal preteče nevarnosti in se je s 400 vitezi in drugo vojsko izkrcal v Tropei v Kalabriji. V Salernu so ga toplo sprejeli. Osvojil je Kampanijo in  izropal Pozzuoli, Alife, Capuo in Avelino. Sergeja je prisilil, da ga je priznal za vladarja Neaplja in prisegel zvestobo Anakletu. Dogodki so pomenili konec neodvisne Neapeljske vojvodine. Mesto se je vključilo v normansko kraljestvo. 
Rogerij je iz Neaplja odšel v Benevento in severno Apulijo, kjer ga je čakal Ranulf  z nemškimi vojaki in 1.500 vitezi iz Melfija, Tranija, Troie in Barija, ki so bili pripravljeni "raje umreti kot živeti bedno življenje". 30. oktobra 1137 so se Rogerij, njegov sin in Sergej Neapeljski v bitki pri Rignanu spopadli z vojsko vojvode Ranulfa. Roger je doživel največji poraz v svoji karieri. Sergej je bil ubit, on sam pa je pobegnil v Salerno. Runulfovi zaporedni zmagi nad Rogerijem sta pomenili vrh njegove meteorske kariere. 
Protipapež Anaklet II. je januarja 1138 umrl, Inocenc II. pa je kljub temu odklonil spravo s kraljem.
Spomladi 1138 je kraljeva vojska napadla kneževino Capuo. Cilj napada je bil izogniti se neposredni odločilni bitki in z vrsto pohodov po težko prehodnem ozemlju razpršiti Ranulfovo vojsko.  Rogeriju je s podporo Beneventa uničil vse trdnjave upornikov v regiji in pridobil ogromen plen. Ranulf je pobegnil v svojo prestolnico Troio in 30. aprila 1139 umrl zaradi malarije. Rogerij je njegovo truplo iz grobnice v trojski stolnici vrgel v jarek. Kasneje je dejanje obžaloval  in ga ponovno spodobno pokopal. 
Približno takrat je umrl tudi Sergej. Nasledil ga je Rogerjev sin Alfonz, ki je nato skupaj z bratom Rogerijem šel osvajat Abruci.

### Utrditev kraljestva
Po smrti protipapeža Anakleta januarja 1138 je Rogerij poskušal dobiti potrditev svojega naslova od papeža Inocenca II. Papež je v zameno od Rogerija zahteval, da postane Capua neodvisna kneževina in tamponske država med Papeško državo in Sicilskim kraljestvom, česar Rogerij ni sprejel. Poleti 1139 je Inocenc z veliko vojsko napadel Sicilsko kraljestvo in 22. julija pri Gallucciu padel v sovražnikovo zasedo  in bil ujet. Tri dni kasneje je z Mignanskim sporazumom razglasil Rogerija za rex Siciliae ducatus Apuliae et principatus Capuae (kralja Sicilije, vojvoda Apulije in poveljnika Capue). Meje Rogerijevega kraljestva so bile določene s sporazumom, sklenjenim oktobra 1144. Na začrtanem ozemlju sta naslednjih sedemsto let vladala Neapeljsko in Sicilsko kraljestvo.
Leta 1139 se je odločil predati Bari, katerega 50.000 prebivalcev se je med vojno  v preteklem letu  uspešno upiralo  za njegovim masivnim obzidjem. Excellentissimus princeps Jakint kot vodja odpora in številni njegovi privrženci so bili obešeni, mesto pa se je izognilo ropanju. Usmrtitev mestne elite je bilo verjetno najbolj nasilno dejanje v Rogerijevem življenju.
Medtem ko sta Rogerijeva sinova ukvarjala s preostalimi uporniki na celini, se je on sam 5. novembra 1139 vrnil v Palermo, da bi zasnoval novo zakonodajo. Leta 1140 je v Arianu objavil niz zakonov, s katerimi je nameraval svoje posesti v Italiji urediti v skladno državo. Kralj in njegova birokracija sta dobila absolutna pooblastila, pooblastila pogosto uporniških vazalov  pa so se zmanjšala. Uvedel je nov standardiziran kovanec, po vojvodini Apuliji imenovan dukat.

### Gospodarstvo
Rogerijeve reforme zakonodaje in državne uprave niso utrdile samo  njegove oblasti ampak so  tudi izboljšale gospodarsko stanje na Siciliji in v južni Italiji.
Leta 1140 je na skupščini v Arianu uvedel nove kovance, ki so imeli manjšo nazivno vrednost od prejšnjih in naj bi olajšali trgovanje s Sredozemljem. Kovanci so bili za trgovanje na velike razdalje morda res bolj primerni, v lokalnem trgovanju pa so naredili veliko škodo, ker so  "širili sovraštvo po celi Italiji". V 1150. letih so večino kovancev umaknili iz obtoka, potem pa so povsem izginili.
Prerekanja zaradi denarja niso ovirala razcveta kraljestva. Rogerijevo ogromno premoženje ni izviralo samo iz njegove dediščine, ampak tudi iz njegovih vojnih pohodov in z njimi povezanih dohodkov. Zlato in srebro, na primer, je dobil na svojih pohodih v Apulijo leta 1133 in Grčijo leta 1147.
Geografski položaj Sicilije v središču Sredozemlja je bil izjemno primeren za trgovanje z Evropo, severno Afriko in Bližnjim vzhodom. Izvažala se je predvsem pšenica durum. Med druge izvozne proizvode so spadali sir, sadje in vino. Sicilja je imela v nasprotju z drugimi državami močan politični in vojaški položaj, ki je do neke mere podpiral in ščitil njene trgovce. Zunanja trgovina je pospešila in utrdila tudi notranje tržišče, kar je privedlo do znatnega razvoja kmetijstva.

### Kasnejše vladanje
Rogerij je postal eden od največjih kraljev v Evropi. V Palermu je okoli sebe zbral vidne osebnosti vseh narodnosti, med njimi arabskega geografa Mohameda Al-Idrizija in grškega zgodovinarja Nila Doksopatrija. Bil je strpen do vseh verstev, ras in jezikov. Za upravljanje posesti je najel veliko Grkov in Arabcev, kaid kurije je bil anglež Thomas Brun, ladjevju pa sta poveljevala Grka, najprej Kristodul in za njim Jurij Antioški. Slednji je leta 1132 dobil naziv ammiratus ammiratorum, se pravi emir emirjev oziroma veliki vezir. Sicilsko ladjevje je postalo vodilna sila na Sredozemlju. 
Več admiralov (emirjev), med katerimi je bil najslavnejši Jurij Antioški, pred tem v službi muslimanskega kneza Mahdije, je zgradilo močno sicilsko ladjevje. Po njihovi zaslugi je Sicilsko kraljestvo z več zmagami v letih 1146-1153 osvojilo velik del afriške obale. Rogerij je že leta 1135 začel osvajati obalo Tunizije. Leta 1146 je osvojil Tripolis in dve leti kasneje Anabo. Njegov naslednik Viljem je osvojena ozemlja izgubil in niso nikoli postala integralni del kraljestva v južni Italiji.
Druga križarska vojna je Rogeriju ponudila priložnost, da obnovi napade na Bizantinsko cesarstvo, tradicionalnega sovražnika na vzhodu. Dala mu je tudi priložnost, da preko papeževega legata  kardinala Teodvina  naveže stike nemškim kraljem Konradom III. in ga prepriča, da prekine zavezništvo z Manuelom I. Komnenom. 
Rogerij sam ni odšel na noben pohod proti Bizantincem, ampak je pobudo prepustil izkušenemu Juriju Antioškemu. Slednji je leta 1147 izplul iz Otranta in s sedemdesetimi galejami napadel Krf. Po pisanju Nikite Honijata se je otok vdal s pomočjo Jurijevih podkupnin in visokih davkov, ki jih je otok plačeval Bizantinskemu cesarstvu. Prebivalci so v Normanih videli osvoboditelje. Jurij je na otoku pustil 1.000 vojakov in odplul na Peloponez. Izropal je Atene in hitro odplul med egejske otoke. Opustošil je obalo Evbeje in Korintskega zaliva in prodrl vse do Teb. V Tebah je izropal tovarne svile in s seboj odpeljal brokat in damast in judovske tkalce svile, ki so v Palermu postavili temelje sicilskega svilarstva. Jurijev pohod je dosegel vrh s plenjenjem Korinta in tatvino relikvij svetega Teodora. Iz Korinta se je vrnil na Sicilijo. 
Leta 1149 so Bizantinci osvobodili Krf, zato se je Jurij odpravil na kazenski pohod proti Konstantinoplu. Vojska se tokrat ni izkrcala, ampak je z gorečimi puščicami streljala na cesarsko palačo. Pohod je kljub temu imel daljnosežne posledice.

## Smrt
Rogerij je umrl v Palermu 26. februarja 1154. Pokopali so ga v stolnici v Palermu. Nasledil ga je sin Viljem.

## Družina
Leta 1117 se je poročil z Elviro, hčerko kralja Alfonza VI. Katiljskega. Ko je umrla, so se razširile govorice, da je od žalosti umrl tudi on. Z njo je imel šest otrok:
- Rogerija (1118 – 12. maj 1148), naslednika in od leta 1135  vojvodo Apulije, morda tudi grofa  Lecceja
- Tankreda  (1119 – 1138), od leta 1135 kneza  Barija
- Alfonza  (1120/1121 – 10. oktober 1144), od leta 1135 kneza Capue in vojvodo Neaplja
- hčerko (umrla v otroštvu leta 1135)
- Viljema (1131 – 7. maj 1166), naslednika, od leta 1148 vojvodo Apulije[29]
- Henrika (rojen 1135, umrl v mladosti)

Leta 1149 se je poročil s Sibilo hčerko burgundskega vojvode Huga II. Z njo je imel dva otroka:
- Henrika (29. avgust 1149 – umrl v mladosti)
- mrtvorojenega otroka (16. september 1150)

Rogejij se je leta 1151 poročil še tretjič, tokrat z Beatriko Rethelsko, pranečakinjo jeruzalemskega kralja Balduina II. Z njo je imel hčerko 
- Konstanco (rojena po njegovi smrti 2. novembra 1154 – 28. november 1198),[30] poročeno s cesarjem Henrikom VI.; kasneje je bila kraljica Sicilije[31]

Rogerij je imel tudi pet znanih nezakonskih otrok.
S hčerko Moliškega grofa Huga I.:
- Simona,  od leta 1144 kneza Taranta[30]

Z neznanimi ženskami:
- hčerko, poročeno z Rodrigom Garcésom, kasnejšim grofom Montescagliosa
- hčerko, poročeno z neapeljskim plemičem Adamom
- Klementino, poročeno z moliškim grofom Hugom II.
- Adeliso, poročeno z loretskim grofom Joscelinom in zatem z Robertom  Bassonvillesim, grofom Loritella
- Marino, poročeno z velikim admiralom Margeritom Brindiškim